# Priscilla Nedd-Friendly
Priscilla Nedd-Friendly (* 6. April 1955) ist eine US-amerikanische Filmeditorin.

## Leben
Nachdem sie Richard Halsey 1980 beim Filmschnitt von Ein Mann für gewisse Stunden assistiert hatte, und Peter Zinner 1982 bei Ein Offizier und Gentleman, erhielt sie mit dem Film Eddie and the Cruisers von 1983 erstmals die Chance als eigenständige Editorin zu arbeiten. Seitdem war sie hauptsächlich in Liebeskomödien wie Pretty Woman, American Pie – Wie ein heißer Apfelkuchen, 27 Dresses und Selbst ist die Braut für den Schnitt verantwortlich.
Priscilla Nedd-Friendly ist Mitglied der American Cinema Editors und mit dem Filmproduzenten David T. Friendly verheiratet.

## Filmografie (Auswahl)
- 1980: Ein Mann für gewisse Stunden (American Gigolo) (Schnitt-Assistenz)
- 1982: Ein Offizier und Gentleman (An Officer and a Gentleman) (Schnitt-Assistenz)
- 1983: Eddie und die Cruisers (Eddie and the Cruisers)
- 1984: Eine starke Nummer (No Small Affair)
- 1984: Flamingo Kid (The Flamingo Kid)
- 1985: Lucas
- 1987: Glitzernder Asphalt (Street Smart)
- 1988: Tucker (Tucker: The Man and His Dream)
- 1990: Pretty Woman
- 1991: Doc Hollywood
- 1991: Schuldig bei Verdacht (Guilty by Suspicion)
- 1992: Zauber eines Sommers (That Night)
- 1993: Undercover Blues – Ein absolut cooles Trio (Undercover Blues)
- 1994: Blackout – Ein Detektiv sucht sich selbst (Clean Slate)
- 1996: Jahre der Zärtlichkeit – Die Geschichte geht weiter (The Evening Star)
- 1998: Jackpot – Krach in Atlantic City (Sour Grapes)
- 1998: Rusty – Der tapfere Held (Rusty: A Dog’s Tale)
- 1999: American Pie – Wie ein heißer Apfelkuchen
- 2001: Einmal Himmel und zurück (Down to Earth)
- 2002: Stuart Little 2
- 2003: Die Geistervilla (The Haunted Mansion)
- 2006: Big Mama’s Haus 2 (Big Momma’s House 2)
- 2006: Sie waren Helden (We Are Marshall)
- 2008: 27 Dresses
- 2009: Selbst ist die Braut (The Proposal)
- 2010: Plan B für die Liebe (The Back-Up Plan)
- 2011: Big Mama’s Haus – Die doppelte Portion (Big Mommas: Like Father, Like Son)
- 2011: Darkest Hour (The Darkest Hour)
- 2012: Unterwegs mit Mum (The Guilt Trip)
- 2013: Der Lieferheld – Unverhofft kommt oft (Delivery Man)
- 2015: Miss Bodyguard – In High Heels auf der Flucht (Hot Pursuit)
- 2018: Forever My Girl
- 2018: Book Club – Das Beste kommt noch (Book Club)
- 2019: Wie Jodi über sich hinauswuchs (Tall Girl)
- 2021: Abenteuer ʻOhana (Finding ’Ohana)
- 2021: Love Hard
- 2024: Afraid